# Championnat de Pologne de football de deuxième division 2021-2022
Navigation
I liga 2020-2021 I liga 2022-2023
La saison 2021-2022 du championnat de Pologne de football de deuxième division est la 74e saison de l'histoire de la compétition et la 14e sous l'appellation « I liga ». Ce championnat oppose dix-huit clubs polonais en une série de trente-quatre rencontres, disputées selon le système aller-retour où les différentes équipes s'affrontent une fois par phase, et où les deux premiers gagnent le droit d'accéder à la première division l'année suivante.
Les équipes classées de la 3e à la 6e place jouent pour déterminer le troisième promu.

## Compétition

### Classement
| Rang | Équipe                       | Pts | J  | G  | N  | P  | Bp | Bc | Diff |
| ---- | ---------------------------- | --- | -- | -- | -- | -- | -- | -- | ---- |
| 1    | Miedź Legnica                | 77  | 34 | 23 | 8  | 3  | 56 | 22 | +34  |
| 2    | Widzew Łódź                  | 62  | 34 | 18 | 8  | 8  | 53 | 38 | +15  |
| 3    | Arka Gdynia                  | 61  | 34 | 19 | 4  | 11 | 62 | 39 | +23  |
| 4    | Korona Kielce                | 56  | 34 | 15 | 11 | 8  | 46 | 37 | +9   |
| 5    | Odra Opole                   | 51  | 34 | 14 | 9  | 11 | 51 | 46 | +5   |
| 6    | Chrobry Głogów               | 50  | 34 | 13 | 11 | 10 | 43 | 34 | +9   |
| 7    | Sandecja Nowy Sącz           | 47  | 34 | 12 | 11 | 11 | 39 | 36 | +3   |
| 8    | GKS Katowice P               | 46  | 34 | 11 | 13 | 10 | 44 | 47 | -3   |
| 9    | Podbeskidzie Bielsko-Biała R | 45  | 34 | 11 | 12 | 11 | 48 | 41 | +7   |
| 10   | ŁKS Łódź                     | 45  | 34 | 12 | 9  | 13 | 33 | 37 | -4   |
| 11   | CWKS Resovia                 | 44  | 34 | 11 | 11 | 12 | 42 | 39 | +3   |
| 12   | GKS Tychy                    | 44  | 34 | 11 | 11 | 12 | 37 | 41 | -4   |
| 13   | Skra Częstochowa P           | 38  | 34 | 8  | 14 | 12 | 28 | 41 | -13  |
| 14   | Puszcza Niepołomice          | 37  | 34 | 10 | 7  | 17 | 41 | 50 | -9   |
| 15   | Zagłębie Sosnowiec           | 36  | 34 | 8  | 12 | 14 | 41 | 48 | -7   |
| 16   | Stomil Olsztyn               | 35  | 34 | 10 | 5  | 19 | 32 | 52 | -20  |
| 17   | Górnik Polkowice P           | 39  | 34 | 5  | 14 | 15 | 32 | 54 | -22  |
| 18   | MKS GKS Jastrzębie           | 25  | 34 | 5  | 10 | 19 | 32 | 58 | -26  |

| Légende : Promotions et relégations | Légende : Promotions et relégations                              |
| ----------------------------------- | ---------------------------------------------------------------- |
|                                     | Promotion en Ekstraklasa : 1er et 2e                             |
|                                     | Qualification pour les barrages de montée : 3e au 6e             |
|                                     | Relégation en II liga : 16e, 17e et 18e                          |
|                                     | R : Relégué de première division P : Promu de troisième division |

### Barrages de montée
| Demi-finale 1 | (3e) Arka Gdynia | 0 - 2   | (6e) Chrobry Głogów |  |  |
| 26 mai 2022   |                  | (0 - 1) |                     |  |  |

| Demi-finale 2 | (4e) Korona Kielce | 3 - 0   | (5e) Odra Opole |  |  |
| 26 mai 2022   |                    | (3 - 0) |                 |  |  |

---
| Finale      | Korona Kielce | 3 - 2 | Chrobry Głogów | Suzuki Arena, Kielce |  |
| 29 mai 2022 |               | (-)   |                |                      |  |